# Perun muntenegrean
Perunul muntenegrean (în muntenegreană chirilică: Перун, iar în scriere veche: Перунъ) era  unitatea monetară care fusese prevăzută să fie introdusă în Muntenegru de către Petar II Petrović-Njegoš, în 1851. Această monedă nu a circulat niciodată, rămânând în stadiu de prototip.

## Istorie
În timpul domniei lui Petar al II-lea, Muntenegru a cunoscut o dezvoltare puternică. Senatul și executivul său la nivel local, o restructurare a finanțelor și o recunoaștere la nivel internațional. 
În acest context, Petar al II-lea se gândește să creeze o monedă muntenegreană. Primește serviciile unui bancher din napolitan în martie 1851 pentru întreprinderea acesti măsuri. Un perun muntenegrez valora 2 taleri. Din nefericire, Petar al II-lea moare de tuberculoză în octombrie 1851, ceea ce a pus capăt creării Perunului muntenegrean. Astfel, statul Muntenegru a rămas fără monedă proprie până în 1906, anul când a fost introdus în circulație perperul muntenegrean de către Nikola I.
Nu se știe exact până unde a ajuns dezvoltarea acestui proiect. Se crede că ar exista între 1 și 32 de exemplare, dintre care unele ar fi falsuri.

## Galerie de imagini

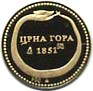
Perun, avers, cu  Uroborus; ЦРНА ГОРА (Crna Gora)[3], 1851.
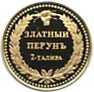
Perun, revers; ЗЛАТНЫИ ПЕРУНЪ 2 ТАЛИРА.